# Yavaş
Yavaş (türk. für „langsam“; auch: „ruhig, sanft“) ist ein türkischer männlicher Vorname und Familienname.

## Namensträger

### Familienname
- Ali Yavaş (* 1950), türkischer Fußballspieler, -trainer und -funktionär
- Genç Osman Yavaş (* 1971), türkischer Sänger
- Lale Yavaş (* 1978), Schweizer Schauspielerin
- Mansur Yavaş (* 1955), türkischer Jurist und Kommunalpolitiker
- Serhan Yavaş (* 1972), türkischer Schauspieler und Model